# Aldo Cruz
Aldo Jafid Cruz Sánchez, noto semplicemente come Aldo Cruz (Morelia, 24 settembre 1997), è un calciatore messicano, difensore dell'Atlético San Luis.

## Caratteristiche tecniche
È un terzino sinistro.

## Carriera
Cresciuto nel settore giovanile dell'América, ha esordito in prima squadra il 31 agosto 2017 disputando l'incontro di Copa México vinto 2-0 contro l'Atlas.